# يوهان هارتمان
يوهان هارتمان (بالألمانية: Johann Ernst Hartmann)‏ هو ملحن ألماني، ولد في 24 ديسمبر 1726 في غلوغو في بولندا، وتوفي في 21 أكتوبر 1793 في كوبنهاغن في الدنمارك.

## وصلات خارجية
- يوهان هارتمان على موقع ميوزك برينز (الإنجليزية)